# Rockville, Maryland
Rockville är en stad i Montgomery County i delstaten Maryland, USA med 60 734 invånare år 2008. Rockville är administrativ huvudort (county seat) i Montgomery County och ingår i Washingtons storstadsområde.